# Melligomphus acinaces
Melligomphus acinaces is een echte libel (Anisoptera) uit de familie van de rombouten (Gomphidae).
De soort staat op de Rode Lijst van de IUCN als onzeker, beoordelingsjaar 2007.
De wetenschappelijke naam van de soort werd in 1922 als Onychogomphus acinaces gepubliceerd door Harry Hyde Laidlaw Jr..